# Ralf Winkler (Bühnenbildner)
Ralf Winkler (* 18. Mai 1936 in Chemnitz; † 14. September 2009 ebenda) war ein deutscher Bühnen- und Kostümbildner.

## Leben und Werk
Winkler absolvierte von 1954 bis 1957 am Städtischen Theater Karl-Marx-Stadt eine Lehre als Theatermaler. Danach studierte er bis 1962 bei Heinrich Kilger Bühnen- und Kostümbild an der Kunsthochschule Berlin-Weißensee. Von 1962 bis 1964 war er Bühnenbildner am Schauspiel Leipzig und von 1964 bis 1967 Ausstattungsleiter am Hans-Otto-Theater in Potsdam. Ab 1967 war er Ausstattungsleiter, Bühnen- und Kostümbildner an den Städtischen Theatern Karl-Marx-Stadt. Dabei war er zunächst vor allem im Schauspiel tätig. Später kamen verstärkt Aufgaben im Musiktheater hinzu. Winkler war dann in Chemnitz von 1990 bis 2000 Chefbühnenbildner. In dieser Zeit betreute er über 100 Inszenierungen, darunter Die Hochzeit des Figaro, Don Giovanni und Humperdincks Oper Hänsel- und Gretel. Für den Der Ring des Nibelungen schuf er in den Jahren von 1998 bis 2000 die Kostüme.
Winkler entwarf als Gast Bühnenbilder, Kostüme, Figurinen u. ä. auch für weitere Theater, u. a. 1962 für die Inszenierung von Shaws Haus Herzenstod durch Wolfgang Heinz an den Kammerspielen des Deutschen Theaters, für das Maxim-Gorki-Theater und das Theater Vorpommern.
Neben seiner Tätigkeit am Theater hatte er einen Lehrauftrag für Bühnen- und Kostümbild an der Hochschule für Bildende Künste Dresden.
Nachdem er seine Tätigkeit in Chemnitz beendet hatte, war Winkler u. a. als Gast am Landestheater Innsbruck tätig.
Winkler war bis 1990 Mitglied des Verbands Bildender Künstler der DDR.

## Ausstellungen
- postum 2021: Chemnitz, Schlossbergmuseum („Arbeiten für die Bühne. Kostüm- und Bühnenentwürfe von Ralf Winkler“)